# Traugott Georg Walde
Traugott Georg Walde (* 1. Oktober 1834 in Bautzen; † 24. August 1897 in Blasewitz) war ein sächsischer Generalmajor.

## Leben
Er war der Sohn des Gerichtsamtmanns Traugott Walde und dessen Ehefrau Wilhelmine geborene Schmautz aus Bautzen. Traugott Georg Walde trat 1850 in den Kadettenkorps der sächsischen Armee ein und wurde nach langjähriger Erziehung 1854 als Fähnrich dem 3. Jäger-Bataillon überwiesen. Er avancierte am 2. November 1854 zum Leutnant und durchlief in den folgenden Jahren eine typische militärische Laufbahn, wonach er 1861 zum Oberleutnant befördert wurde. Er nahm am Krieg gegen Preußen teil und erlebte in diesem am 23. Juli 1866 die Beförderung zum Hauptmann und Kompaniechef. Nach der Niederlage des Königreich Sachsen und anschließender Neuorganisation der Armee diente er als Kompaniechef beim 2.-Jäger-Bataillon Nr. 13. In dieser Eigenschaft nahm er zudem am Krieg gegen Frankreich teil, wobei er mit dem Ritterkreuz des Militär-St.-Heinrichs-Ordens und dem Eisernen Kreuz II. Klasse ausgezeichnet. Am 21. März 1874 stieg er schließlich zum Major und Bataillonskommandeur des II. Bataillons des Infanterie-Regiment „König Georg“ (7. Königlich Sächsisches) Nr. 106 auf. In dieser Eigenschaft stieg er am 21. Dezember 1880 zum Oberstleutnant auf, wonach er am 18. April 1885 zum Oberst und Regimentskommandeur des 8. Infanterie-Regiment „Prinz Johann Georg“ Nr. 107 befördert wurde. Unter Genehmigung seines Abschiedsgesuches wurde er am 20. März 1889 mit dem Charakter eines Generalmajors zur Disposition gestellt. 1889 zog er nach Blasewitz.
Ein Sohn war der Leutnant in der kaiserlichen Schutztruppe für Deutsch-Ostafrika, Johann Georg Walde. Dieser fiel am 24. September 1914 am Kilimandjaro.